# Melhania rehmannii
Melhania rehmannii är en malvaväxtart som beskrevs av Rehmanii och Szyszyl.. Melhania rehmannii ingår i släktet Melhania och familjen malvaväxter. Inga underarter finns listade i Catalogue of Life.